# قلعه سابی
قلعه سابی (کره‌ای: 사비) سومین و آخرین پایتخت پادشاهی بکجه از سال ۵۳۸ تا سقوط بکجه در سال ۶۶۰ میلادی. قلعه سابی در شهرستان بویو امروزی، استان چونگچانگ جنوبی ، در کره جنوبی واقع شده است.
قلعه سابی همچنین با نام‌های بوسوسان‌سونگ، سابی‌سونگ یا دژ سوبوری‌سونگ شناخته می‌شود. این قلعه شامل دژ داخلی است که توسط جاده‌هایی به مرکزیت کاخ سلطنتی تقسیم می‌شود،  یک قلعه دفاعی به نام «قلعه کوه بوسو» و دیوارهای بیرونی اطراف کاخ. قسمت داخلی قلعه شامل ۵ منطقه است که وجود منطقه از طریق صخره ها، عناوین سقف و لوح های چوبی حک شده با نام مناطق اداری تأیید. همچنین فرض بر این است که کاخ سلطنتی بکجه در این مکان قرار داشته است.

## موقعیت
قلعه سابی در شمال مرکز شهر بویو در دامنه جنوبی کوه بوسوسان است. این مکان به دلیل استحکامات طبیعی و سهولت دسترسی به مناطق دیگر انتخاب شده است. این منطقه در دشتی در رودخانه گوم، قرار داشت که به عنوان نقطه دسترسی به بخش جنوبی شبه جزیره کره و همچنین منطقه گایا بود. در دامنه کوه ها قرار داشت که به محافظت از آن در برابر حملات کمک کرد، هرچند که توسط زمین های کشاورزی وسیع احاطه شده بود. دریای زرد نیز در نزدیکی آن قرار داشت که امکان تجارت آسان با چین و ژاپن را فراهم می کرد.

## تاریخ
سابی‌سونگ سومین و آخرین پایتخت بکجه بود. پایتخت پیشین اونگجین(هانگول:웅진)، در کوه ها منزوی شده بود، و آن را از جهان خارج جدا می کرد و آن را به مکانی نامناسب برای پایتخت تبدیل می کرد. پادشاه سونگ، پادشاه باکجه پایتخت را در ۳۰ کیلومتری جنوب غربی به سابی‌سونگ در سال ۵۳۸ میلادی منتقل کرد. سابی‌سونگ به مدت ۱۲۰ سال پایتخت پادشاهی بکجه تا سال ۶۶۰ میلادی بود، زمانی که بکجه در اثر حمله پادشاهی همسایه شیلا، همراه با نیروهای تانگ چین سقوط کرد. شهر رسماً در ۲۴ اوت ۶۶۰ تسلیم شد.
در طول ۱۲۰ سال، سابی‌سونگ پایتخت بود:
پادشاه سونگ (۵۲۳~۵۵۴)
پادشاه ویدوک (۵۵۴~۵۹۸)
پادشاه هیه (۵۹۸~۵۹۹)
پادشاه بوپ (۵۹۹~۶۰۰)
پادشاه مو (۶۰۰~۶۴۱)
پادشاه اویجا (۶۴۱~۶۶۰)
پادشاه مو در طول سلطنت خود تلاش کرد پایتخت را به ایگسان (هانگول:익산) منتقل کند، اما موفقیت آمیز نبود.

## امکانات
قلعه توسط یک دفاع دو لایه احاطه شده بود. لایه بیرونی قلعه بوسوسان بود که از سمتی که کوه های مجاور باز گذاشته بودند از پایتخت محافظت می‌کرد.  لایه داخلی دیوار شهر ناسونگ(나성) بود که کل پایتخت را احاطه کرده بود. ظاهر اصلی هر دو لایه هنوز دست نخورده است.
این قلعه به ۵ ناحیه اداری به نام بو(부) تقسیم شد، که به  ناحیه کوچکتر به نام هانگ(항) تقسیم شد.
کاخ سلطنتی و امکانات اطراف آن مستقیماً در دامنه جنوبی کوه بوسوسان قرار داشت. در جنوب کاخ حوضچه ای ساخته شده بود. در سال ۶۳۴ به دستور پادشاه مو تکمیل شد.
حفاری از سال ۱۹۸۰، محل ساختمان کاخ سلطنتی، از جمله تأسیسات آبرسانی، تأسیسات ذخیره سازی، حوضچه نیلوفر آبی را کشف کرد. محل معبد چونگنیمسا(정림사) که در مرکز شهر ساخته شده بود، و همچنین مقبره های سلطنتی درست خارج از قسمت شرقی دیوار شهر ناسونگ کشف شد. این محوطه های باستانی در سال ۲۰۱۵ به فهرست میراث جهانی یونسکو اضافه شد.

### کاخ سلطنتی
کاخ سلطنتی و امکانات اطراف آن در شمالی ترین انتهای قلعه قرار دارد. در آنجا یک ساختمان بزرگ کشف شد. این ساختمان ۳۵ متر عرض و ۱۸٫۵ متر طول دارد که از بقایای ۵۰ سانتی متری ستونی که زمانی ساختمان را نگه می داشت مشهود است. در داخل این ساختمان ۳۶ پایه زمین کوبیده کشف شد که اعتقاد بر این است که ستون‌ها و سنگ‌های بنا را نگه می‌داشتند.
با توجه به سه نوع شواهد مختلف، این مکان به عنوان کاخ سلطنتی تأیید شد. اولین کمربند کمری طلایی-برنزی در این مکان یافت شد. به دلیل سلسله مراتب سخت جامعه بکجه در آن زمان، این کمربند فقط می توانست متعلق به یک پادشاه باشد. این کشف نشان داد که این منطقه زمانی محل سکونت یک پادشاه بوده است. کاشی‌های سقف با کتیبه‌های دربار سلطنتی، سازه‌های سنگی بزرگ و بنای یادبود لیو رنگوی از تانگ چین در این مکان پیدا شد. اینها به اهمیت این مکان اشاره می کنند که نشان دهنده محل قرارگیری کاخ سلطنتی است. این ساختمان همچنین برای دفاتر دولتی محلی در سلسله های بعدی کره استفاده می شد.
دو مخزن بزرگ چوبی آب، پنج انبار زیرزمینی، انبار چوبی، سه انبار سنگ و گودال‌های مختلف دیگر نیز در این محل یافت شد. یک حوضچه نیلوفر آبی ساخته دست بشر که ۱۰٫۶ متر عرض، ۶٫۲ متر طول و بین ۱ تا ۱٫۲ متر عمق داشت نیز یافت شد.

### قلعه بوسوسان

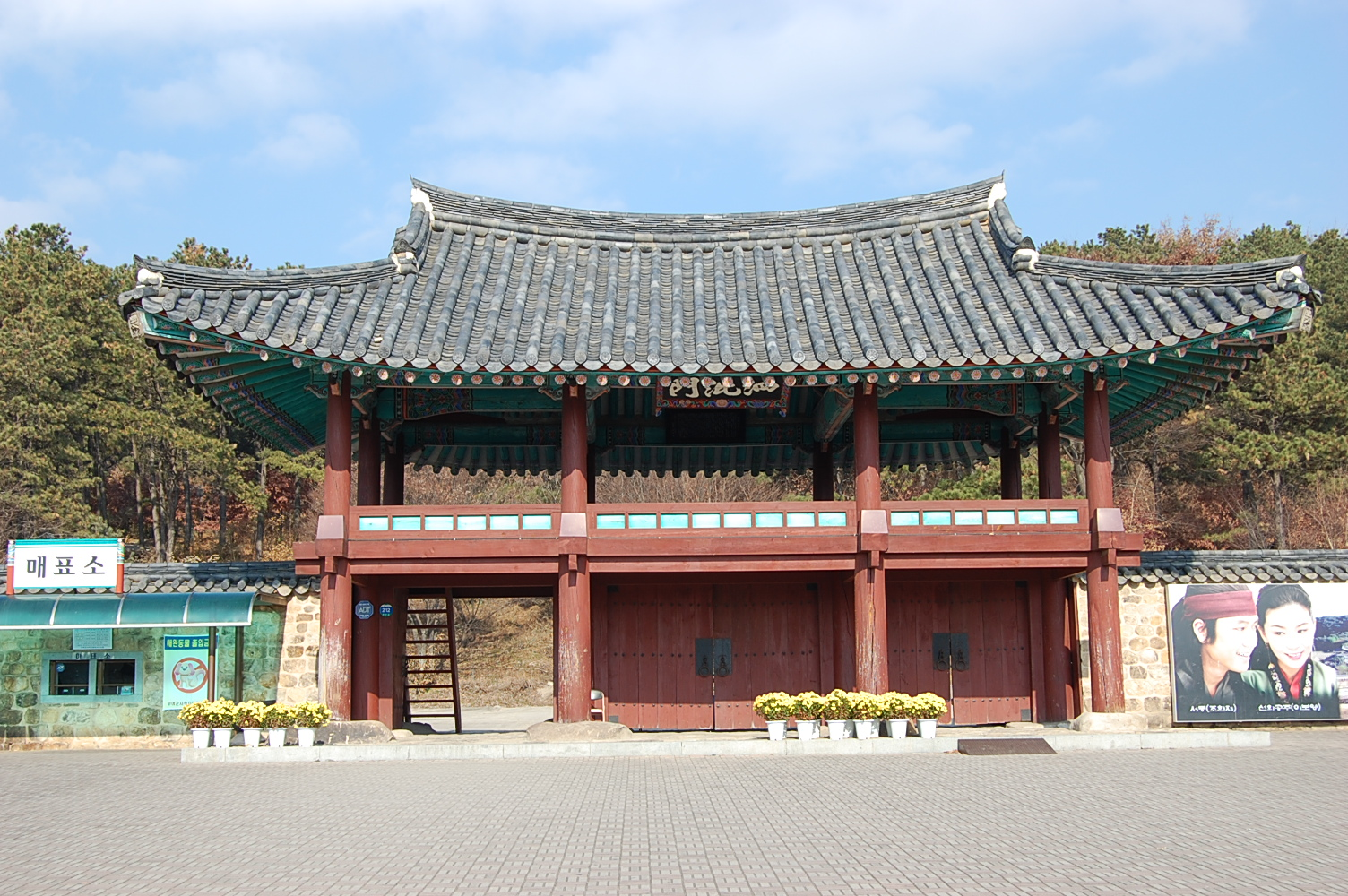
دروازه قلعه بوسوسان

این دژ برای محافظت از شهر در مقابل طرف هایی ساخته شده است که به طور طبیعی توسط کوه ها و رودخانه های اطراف محافظت نمی‌شد. این با استفاده از تکنیک زمین باریک ساخته شد و دارای محیطی ۲٫۴۹۵ متر، عرض ۵ تا ۶ متر در پایه و ارتفاع ۳ متر بود.  مکان‌های ساختمانی، از جمله یک پادگان برای سربازان بکجه، و همچنین سایت‌های دروازه در داخل قلعه پیدا شده‌اند. دو محوطه دروازه شناسایی شده است که اولی که دروازه اصلی بود در ضلع جنوبی قلعه و دومی در ضلع شرقی قرار داشت.

### معبد جونگنیمسا

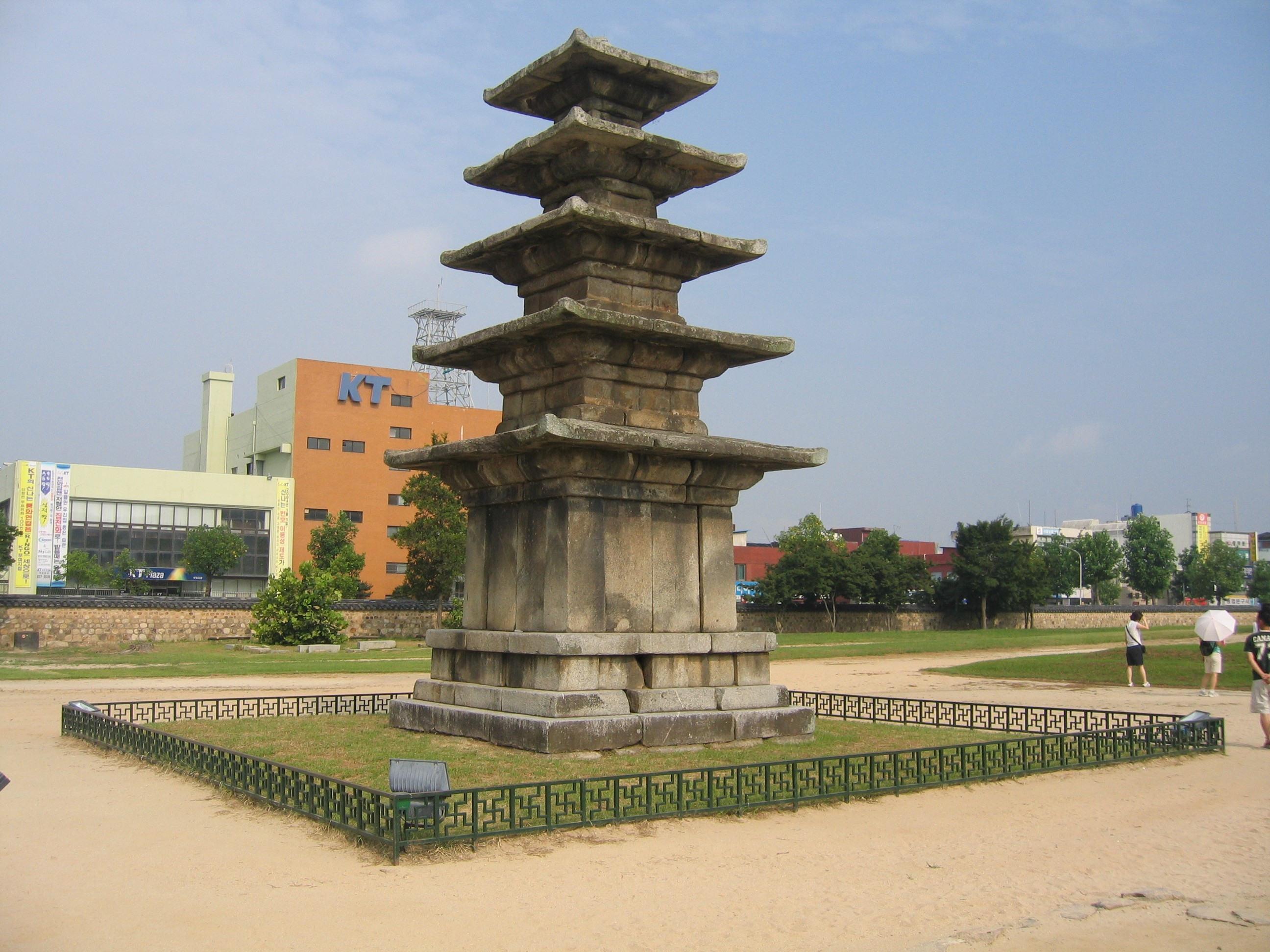
بتکده سنگی جونگنیمسا

این معبد در مرکز قلعه سابی قرار داشت و هنوز هم در مرکز شهر بویو امروزی قرار دارد. این معبد شامل یک دروازه مرکزی، یک سالن عبادت، یک سالن سخنرانی و خوابگاه راهبان بود که با راهروهای متصل به ساختمان های اصلی متصل می شد. اعتقاد بر این است که این طرح یا «یک بتکده و یک عبادتگاه» یا «یک بتکده و دو عبادتگاه» بوده است.
تنها چیزی که هنوز از معبد باقی مانده است یک بتکده سنگی به ارتفاع ۸٫۳ متر است. بتکده دارای حروف چینی است که روی سطح آن حک شده است.  این نوشته جشن پیروزی دودمان تانگ بر پادشاهی بکجه است و توسط ژنرال فرمانده تانگ، لیو رنگوی در آنجا قرار گرفته است.

### آرامگاه های سلطنتی

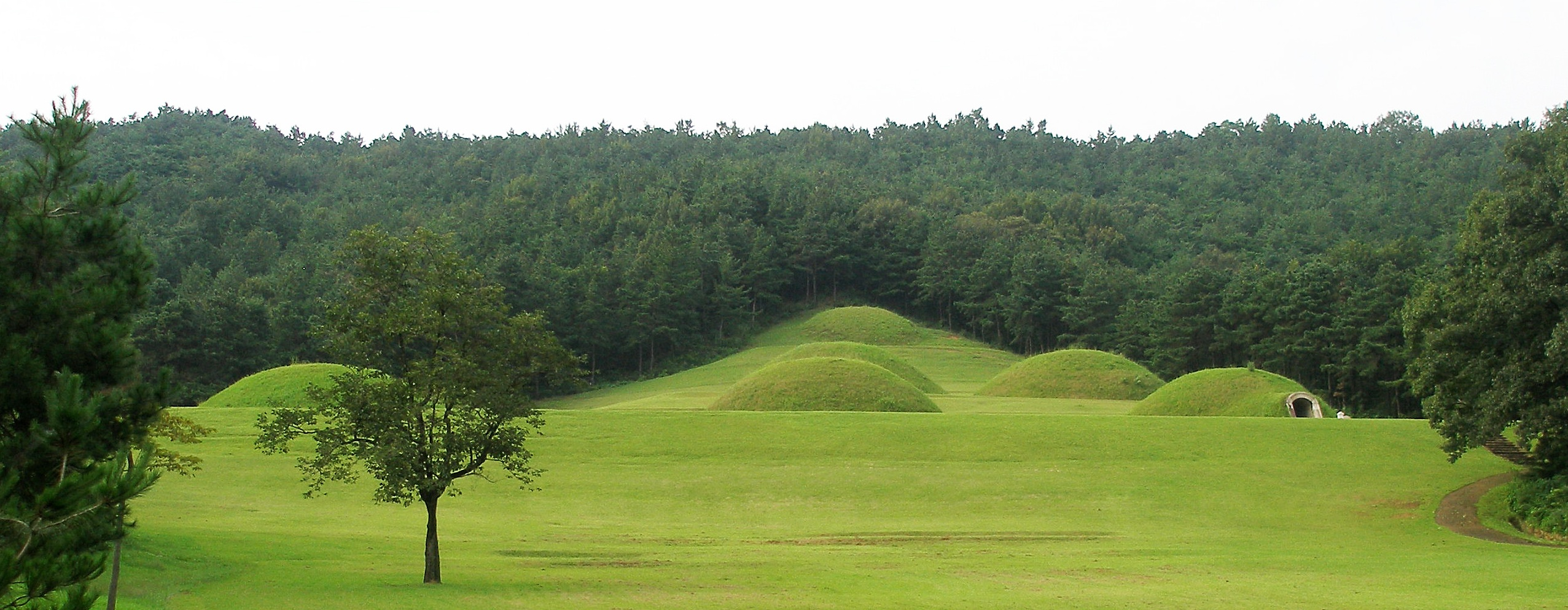
آرامگاه های سلطنتی نونگسانری

آرامگاه های سلطنتی نونگسانری در خارج از قسمت شرقی دیوار قلعه ۷ آرامگاه قرار دارد. آرامگاه ها درون تپه هایی از خاک توخالی قرار دارند و به صورت نیم کره در دامنه تپه دیده می شوند. آنها در دو ردیف سه تپه‌ای مرتب شده اند، در حالی که یک تپه در ۵۰ متری شمال قرار دارد.
آرامگاه ها به عنوان اتاقک های سنگی راهرو دار طبقه بندی می شوند و بر اساس نوع سقفی که دارند به انواعی تقسیم می شوند. آرامگاه های سلطنتی سابی دارای سه نوع مختلف است: سقف طاق، سقف تخت شش ضلعی و سقف تخت مربع.